# Aliabad-e Sasal
Aliabad-e Sasal (pers. علي ابادساسل) – wieś w Iranie, w ostanie Kermanszah. W 2006 roku miejscowość liczyła 249 mieszkańców w 60 rodzinach.